# Lamprologus werneri
Lamprologus werneri (Лампрологус Вернера) — вид окунеподібних риб родини цихлові (Cichlidae). Використовують в акваріумістиці.

## Опис
Розмір особини досягає до 12,3 см.

## Поширення
Живе в основному у водоймах Африки (басейн річки Конго).

## Утримання у акваріумі
Добре мешкають у воді при температурі 22-25 °C і хімічним складом не гірше pH 6,5-7, dH 8-12. В акваріумі плаває в нижніх шарах води.